# OKK Belgrado
Omladinski Košarkaški Klub Belgrado (Servisch: ОКК Београд) is een professionele basketbalclub uit Belgrado, Servië. De naam betekent Jeugdbasketbalclub. Het is een onderdeel van de omnisportvereniging OSD Belgrado.

## Geschiedenis
De club werd opgericht in 1945 onder de naam KK Metalac. In 1950 veranderde de club de naam in KK BSK. In 1958 veranderde de naam weer, maar nu in OKK Belgrado. In 1974 werd de naam Beko Belgrado. In 1985 veranderde de naam weer terug in de huidige naam OKK Belgrado. In het begin van de jaren 60, speelde OKK een belangrijke rol in het Joegoslavische basketbal. Ze werden vier keer landskampioen (1958, 1960, 1963, 1964). Ook wonnen ze twee keer de beker (1960, 1962). In 1972 haalde OKK de finale om de Korać Cup. Ze verloren over twee wedstrijden van Lokomotiva Zagreb uit Joegoslavië met een totaalscore van 156-165. De laatste jaren is OKK wat weggevallen met als enig hoogtepunt de bekerwinst in 1993.

## Verschillende namen
- 1945-1950: KK Metalac
- 1950-1958: KK BSK
- 1958-1974: OKK Belgrado
- 1974-1985: Beko Belgrado
- 1985-heden: OKK Belgrado

## Erelijst
- Landskampioen Joegoslavië: 4
  - Winnaar: 1958, 1960, 1963, 1964
  - Tweede: 1962

- Bekerwinnaar Joegoslavië: 2
  - Winnaar: 1960, 1962
  - Runner-up: 1959

- Bekerwinnaar Servië/Montenegro: 1
  - Winnaar: 1993

- Korać Cup:
  - Runner-up: 1972

## Bekende (oud)-spelers
- Milorad Erkić
- Slobodan Gordić
- Radivoj Korać
- Miodrag Nikolić
- Bogomir Rajković
- Trajko Rajković
- Borislav Stanković
- Bogdan Tanjević